# Lago Grey
O lago Grey ou lago de Grey  é um lago alimentado por geleiras no Parque Nacional Torres del Paine, no sul do Chile. Suas águas – recuperadas por sedimentos na superfície – e a montanha Paine atrás dele, transformam-no em uma imagem digna de cartão postal. Tem mais de quinhentos metros de profundidade, cercado por atrações rochosas. Ele nasceu do campo de gelo do sul da Patagônia e é o local de nascimento de enormes desprendimentos de montanhas de gelo da  Geleira Grey. Suas águas cinzentas são ideais para praticar caiaque e canoa, entre outras atividades.